# Фалолу Досунму
Фалолу Досунму (англ. Falolu Dosunmu) — Оба (король) Лагоса с 3 ноября 1932 по 2 сентября 1949 года.

## Правление
После смерти Обы Эшугбайи Элеко в 1932 году Сануси Олуси, ранее уступивший трон по требованию губернатора вернувшемуся из изгнания Элеко, вновь заявил о своих претензиях. Его поддержали вожди йоруба Ониру, Охора, Обаникоро и Модиле, которые получили свои титулы между правлениями Элеко. В противоположном лагере (часто называемом «Фракция Эшугбайи») в основном находились мусульмане-джаматы, члены Нигерийской национально-демократической партии — Герберт Маколей, вождь Олува, Эрик О. Мур, Горацио Джексон, сэр Моболаджи Энтони, доктор Криспин Адени-Джонс, которые поддерживали кандидатуру Фалолу Досунму, работавшему на тот момент рыбаком.
Чтобы предотвратить повторное избрание Сануси Олуси королём, фракция Эшугбаи пошла против обычая — самостоятельно избрала Фалолу Досунму 30 октября 1932 года, и обратилась к британскому колониальному правительству официально признать его королём. [2]3 ноября 1932 года, после получения решения правительства, Фалолу был объявлен Обой Лагоса.
Протест Олуси
Сторонники Сануси Олуси выступили с оспариванием такого решения британцев. Спор продолжался вплоть до 1933 года, когда губернатор Дональд Кэмерон создал комиссию для пересмотра процесса выбора Обы и определения, нуждается ли этот процесс в модификации. Комиссия первоначально обнаружила, что ранее не было никакого порядка отбора кандидатуры среди четырёх групп вождей города, но этот вывод не успокоил общественность. Столкнувшись с более напряжённой ситуацией, чем раньше, губернатор Кэмерон предложил комиссии во главе с г-ном Уайтли проголосовать. Большинством голосов (4 в пользу Фалолу и 2 в пользу Сануси Олуси) комиссия окончательно признала Фалолу Досунуму королём.
Реформы
Фалолу стремился усилить влияние короля. В период его правления началась практика ведения официальных записей текстов законов, обычаев и результатов встреч между Обой, вождями и правительством. Оба Фалолу известен антибританскими настроениями: он отказался присутствовать на собраниях у консула в его офисе, потребовав, чтобы все будущие встречи проводились в его дворце или через посредника; также король отказывался вставать, обращаясь к британским офицерам. Досунму энергично отстаивал мнение, что король Лагоса не может подчиняться представителю Британской империи в звании консула.

## Смерть
Оба Фалолу Досунму умер 2 сентября 1949 года и был похоронен в Ига Идунганран, а его преемником стал сэр Адениджи Адель.